# Liste der Bürgermeister von Rijnwoude
Dieses ist die Liste der Bürgermeister von Rijnwoude in der niederländischen Provinz Südholland seit der Gründung der Gemeinde am 1. Januar 1991. Am 1. Januar 2013 wurde die Gemeinde aufgelöst. Ihr ehemaliges Gebiet gehört jetzt zur Gemeinde Alphen aan den Rijn.
| Bürgermeister | Bürgermeister                        | Partei | Partei | Amtszeit  | Anmerkungen   |
| ------------- | ------------------------------------ | ------ | ------ | --------- | ------------- |
|               | Maarten Boelen                       |        | VVD    | 1991–2002 |               |
|               | Jan Westra                           |        | CDA    | 2001–2004 | kommissarisch |
|               | Enric Hessing                        |        | VVD    | 2004–2005 | kommissarisch |
|               | An Hommes                            |        | VVD    | 2005–2008 | kommissarisch |
|               | Anja Latenstein van Voorst-Woldringh |        | VVD    | 2008–2013 | kommissarisch |